# West Caribbean Airways
West Caribbean Airways fue una aerolínea comercial de pasajeros fundada en 1998 con sede central en el Aeropuerto José María Córdova de Rionegro (Colombia).

## Historia
La compañía fue fundada en 1998 por el empresario colombiano Hassan Tannir y comenzó operaciones en diciembre de 1999, cubriendo la ruta entre la isla de San Andrés y la isla de Providencia teniendo su base originalmente en San Andrés. Empezó operaciones con cuatro aviones tipo Let L-410.
En 2000 la empresa fue a una audiencia pública ante la Aeronáutica Civil para operar hacia las ciudades de Cartagena, Montería y Barranquilla con aeronaves ATR 42 alquiladas, y también solicitó rutas hacia Varadero en Cuba, Ciudad de Panamá y San José de Costa Rica.
En 2001 un grupo de inversionistas antioqueños adquirió la aerolínea y relocalizaron las oficinas principales en Medellín, y comenzó a hacerle competencia a la debilitada ACES con rutas hacia El Bagre, Montería, Caucasia, Tolú, Chigorodó, Otú, Puerto Berrio, entre otras. Incluso cuatro aviones ATR 42 de ACES fueron vendidas a West Caribbean Airways.
La aerolínea se expandió muy aceleradamente adquiriendo dos aviones McDonnell Douglas MD-82 con los cuales operó sus rutas internacionales y regionales.
Actualmente la cabina de pasajeros de uno de sus ATR 42, sirve como maqueta de entrenamiento para los estudiantes de la academia de aviación los Halcones.

### Quiebra
En 2004 seis de sus 12 aeronaves fueron inmovilizadas en tierra debido al atraso de los pagos de alquiler. La Aerocivil suspendió la operación de la empresa por unos días por violar varias normas del Reglamento Aeronáutico Colombiano.
En 2005 se suspendió la ruta entre San Andrés y Providencia, porque no se les había permitido construir un hangar en San Andrés para proteger sus aviones del deterioro causado por la salinidad del ambiente y la falta de reparación en el Aeropuerto El Embrujo, como los agujeros y ramas en la pista, que deterioraban sus aeronaves.
En Semana Santa de 2005 un Let-410 se estrelló tras despegar de Providencia y en agosto un MD-82 también se accidentó, esta vez en la subregión Perijá del estado de Zulia, en Venezuela. Estos dos accidentes (nombrados abajo) marcaron fin a West Caribbean Airways ese mismo año. Actualmente seis aviones de la aerolínea, dos MD-83, tres Let-410 y un ATR 42 se encuentran en muy mal estado en los dos aeropuertos de Medellín.
El final de las operaciones de West Caribbean Airways se produce en diciembre de 2005, cuando la aerolínea ya no puede sostener las operaciones de su último MD-88, los miembros de la tripulación indican a los pasajeros que el avión permanecerá en tierra debido a que no estaban dadas las condiciones económicas para volar y que la aerolínea no tenía capacidad de hacer devolución de dinero.
El accidente que podría haber incluido a esta tripulación, la cual sobrevive debido a un cambio de última hora por parte de la gerencia de vuelo, se debió a una advertencia no informada por la gerencia de la aerolínea donde se explica que la velocidad en vuelo podría llegar a deteriorarse antes de que las alarmas den cuenta del estado del avión. El Jefe de Cabina y Comisario en jefe dieron cuenta de problemas con la velocidad debido a vibraciones, pero la aerolínea hizo caso omiso a los reclamos de la tripulación de cabina que no contó con apoyo de la tripulación de vuelo. Los pilotos se accidentaron un mes luego por este motivo.

## Antiguos destinos
| Países     | Destinos            | Aeropuertos                                                  |
| ---------- | ------------------- | ------------------------------------------------------------ |
| Aruba      | Oranjestad          | Aeropuerto Internacional Reina Beatrix                       |
| Colombia   | Apartadó            | Aeropuerto Antonio Roldán Betancourt                         |
| Colombia   | Arauca              | Aeropuerto Santiago Pérez Quiroz                             |
| Colombia   | Armenia             | Aeropuerto Internacional El Edén                             |
| Colombia   | Barranquilla        | Aeropuerto Internacional Ernesto Cortissoz                   |
| Colombia   | Bogotá              | Aeropuerto Internacional El Dorado                           |
| Colombia   | Cali                | Aeropuerto Internacional Alfonso Bonilla Aragón              |
| Colombia   | Cartagena de Indias | Aeropuerto Internacional Rafael Núñez                        |
| Colombia   | Caucasia            | Aeropuerto Juan H. White                                     |
| Colombia   | Cúcuta              | Aeropuerto Internacional Camilo Daza                         |
| Colombia   | Chigorodó           | Aeropuerto Jaime Ortiz Betancur                              |
| Colombia   | El Bagre            | Aeropuerto El Tomin                                          |
| Colombia   | Manizales           | Aeropuerto de La Nubia                                       |
| Colombia   | Medellín            | Aeropuerto Olaya Herrera                                     |
| Colombia   | Montería            | Aeropuerto Internacional Los Garzones                        |
| Colombia   | Remedios            | Aeropuerto de Otú                                            |
| Colombia   | Rionegro            | Aeropuerto Internacional José María Córdova                  |
| Colombia   | Pereira             | Aeropuerto Internacional Matecaña                            |
| Colombia   | Providencia         | Aeropuerto El Embrujo                                        |
| Colombia   | Puerto Berrío       | Aeropuerto de Puerto Berrío                                  |
| Colombia   | Quibdó              | Aeropuerto El Caraño                                         |
| Colombia   | San Andrés          | Aeropuerto Internacional Gustavo Rojas Pinilla               |
| Colombia   | Tolú                | Aeropuerto Golfo de Morrosquillo                             |
| Colombia   | Turbo               | Aeropuerto Gonzalo Mejía                                     |
| Colombia   | Urrao               | Aeropuerto Ali Piedrahita                                    |
| Colombia   | Valledupar          | Aeropuerto Alfonso López Pumarejo                            |
| Costa Rica | San José            | Aeropuerto Internacional Juan Santamaría                     |
| Curazao    | Willemstad          | Aeropuerto Internacional Hato                                |
| Martinica  | Fort-de-France      | Aeropuerto Internacional de Martinica Aimé Césaire (chárter) |
| Panamá     | Ciudad de Panamá    | Aeropuerto Internacional de Tocumen                          |
| Venezuela  | Porlamar            | Aeropuerto Internacional del Caribe Santiago Mariño          |

## Flota histórica
La flota de West Caribbean Airways consistió en las siguientes aeronaves:
| Aeronaves               | Total | Introducido | Retirado | Matrículas                                              |
| ----------------------- | ----- | ----------- | -------- | ------------------------------------------------------- |
| ATR 42                  | 4     | 2000        | 2005     | VP-BBC, HK-3943, HK-3678X y VP-BNH                      |
| LET L-410 Turbolet      | 6     | 1998        | 2005     | HK-4151-X, HK-4159, HK-4224, HK-4146, HK-4187 y HK-4125 |
| McDonnell Douglas MD-81 | 1     | 2003        | 2005     | HK-4302                                                 |
| McDonnell Douglas MD-82 | 2     | 2004        | 2005     | HK-4305 y HK-4374X                                      |

## Accidentes e incidentes
- El 26 de marzo de 2005 el Vuelo 9955 de West Caribbean se precipitó a tierra tras despegar del Aeropuerto El Embrujo de Providencia. El accidente se debió a una falla en el motor izquierdo, donde murieron 9 personas.

- El 15 de agosto de 2005 el vuelo 708 de West Caribbean Airlines, que viajaba de Panamá a Martinica, se estrelló en el Perijá venezolano a las 19:05 GMT, pereciendo las 160 personas a bordo, la mayoría de nacionalidad francesa. Las causas del accidente se atribuyen a diversos factores entre los cuales se incluyen el clima, la situación laboral de la compañía, el sobrepeso del avión, la poca preparación de su tripulación (piloto y copiloto) y la situación personal del piloto, ya que compaginaba dos trabajos debido a que no le pagaban desde hacía 6 meses. El accidente se produjo principalmente por un error del piloto al no responder de forma adecuada a una entrada en pérdida, que se originó por la pérdida de potencia en los dos motores a causa de un problema con el sistema anti-hielo. No obstante, en el informe final, Boeing envió tres años antes un boletín informativo sobre el avión MD-82 a la compañía aérea (el cual ignoraron), en la que se les notificaba los nuevos procedimientos a seguir en caso de que el avión entrara en pérdida cuando estuvieran a una altura superior a 20.000 pies con piloto automático y el sistema anti-hielo desactivado.